# 帕特·奥哈拉·伍德
帕特·奥哈拉·伍德（英語：Pat O'Hara Wood，1891年4月30日—1961年12月3日），澳大利亚男子网球运动员。他曾获得澳大利亚网球公开赛男子单打冠军、男子双打冠军、温布尔登网球锦标赛男子双打冠军、混合双打冠军。